# Bom (canção)
"Bom" é uma canção da cantora brasileira Ludmilla. Foi lançada em 17 de junho de 2016 no iTunes e é incluída no segundo álbum de estúdio da artista intitulado A Danada Sou Eu, servindo como o primeiro single do disco, que foi lançado dia 21 de outubro de 2016.

## Antecedentes
Após mais de um ano do lançamento do seu álbum de estréia, Hoje (2014), Ludmilla começou a gravar novas músicas que fariam parte de um segundo disco sem previsão para lançamento. Porém, após um sucesso repentino da canção "24 Horas por Dia" nas rádios de todo o país, foi lançado no dia 18 de dezembro de 2015 um videoclipe para a faixa. A música acabou se transformando no quinto e último single do álbum Hoje, chegando a posição 46 na parada musical Billboard Brasil Hot 100 Airplay e nas melhores dez posições de estações de rádios espalhadas pelo Brasil.
Depois de "24 Horas por Dia", Ludmilla começou a lançar diversas participações especiais em canções de outros artistas. No início de 2016 lançou a faixa que alcançou o primeiro lugar na Brasil Hot 100 Airplay, "Não Me Toca", com Zé Felipe. Em seguida serviu de vocal para a canção "Sem Noção" de DJ Tubarão e "Melhor Assim" com Biel". O novo álbum começou a ser anunciado para maio de 2016, junto com o lançamento de um futuro single de estréia.

## Videoclipe
No dia 11 de julho de 2016 Ludmilla lançou o videoclipe para a canção. No vídeo, dirigido por Felipe Sassi, possui uma ambientação simples mas muita coreografia. Daniel Lourenço e Ludmilla assinam a coreografia do vídeo.

## Apresentação ao vivo
No dia 18 de outubro de 2016 Ludmilla apresentou a canção no programa televisivo Encontro com Fátima Bernardes.

## Lista de faixas
- Download digital

1. "Bom" - 2:52[3]

## Prêmios e indicações
| Ano  | Prêmio            | Indicação     | Resultado |
| ---- | ----------------- | ------------- | --------- |
| 2016 | Caldeirão de Ouro | As 10+ do Ano | 10º Lugar |